# Manicamp
Manicamp är en kommun i departementet Aisne i regionen Hauts-de-France i norra Frankrike. Kommunen ligger  i kantonen Coucy-le-Château-Auffrique som ligger i arrondissementet Laon. År 2022 hade Manicamp 306 invånare.

## Befolkningsutveckling
Antalet invånare i kommunen Manicamp
Referens: INSEE